# Димитров, Страшимир (историк)
Страшимир Димитров (25 октября 1930 — 2001) — болгарский историк, профессор, член-корреспондент Болгарской академии наук.
В 1974—1975 годах руководил Национальным историческим музеем Болгарии. Был первым его директором.
Возглавлял специальную комиссию по Процессу Возрождения, попытке принудительной ассимиляции мусульманского населения (турки, болгары-мусульмане, татары и цыгане) в Болгарии при ЦК БКП.

## Научная деятельность
В центре исследований С. Димитрова — история Болгарского государства, Балкан.
Профессор С. Димитров — автор целого ряда трудов, статей, рецензий и переводов научных публикаций. Принимал участие в создании монументальной «Истории Болгарии» в 14 томах.

## Избранные публикации
- Въстанието на селяните в Северозападна България през 1850 г., София, 1961,
- Sur l’état du système des timars des XVIIe-XVIIIe ss. Sofia, 1968,
- История на град Толобухин (в соавт. с Л. Бобчевым, П. Тодоровым и др.). София, 1968,
- История на балканските народи (XV—XIX в.) (в соавт. с Кр. Манчевым). София, 1971,
- Въстанието от 1850 г. в България. София, БАН, 1972,
- Евлия Челеби. Пътепис (перевод с турецкого). София, 1972.
- Формиране на българската нация. София, 1972,
- История на балканските народи. Т. II (1879—1918) (в соавт. с Кр. Манчевым). София, 1975,
- История на гр. Ямбол. София, 1976,
- Формиране на българската нация. София, 1980,
- Османските исвори за историята на Добръджа и Североизточна България . С., 1981,
- Турски извори за българската история. Т. 7 (в соавт. с Е. Гроздановой и С. Андреевым). София, 1986,
- История на България в 14 тома. Т. 6. София, 1987. (в соавт.).
- История на Добруджа. Т. III (в соавт. с Н. Жечевым и В. Тоневым). София, 1988,
- История на балканските народи. Т. I (XV—XIX в) (в соавт. с Кр. Манчевым), 2 перераб. и доп. изд. София, 1998,
- История на балканските народи. Т. II (1879—1918) (в соавт. с Кр. Манчевым), 2 перер. и доп.изд. София, 1999,
- Турски извори за българската история. Архивите говорят. Т. 13. София, 2001.
- За пътуванията на Г. С. Раковски. 2006
- Султан Махмуд II и краят на еничарите. 2015. ISBN 978-619-152-669-7